# Psydrax kingii
Psydrax kingii là một loài thực vật có hoa trong họ Thiến thảo. Loài này được (Hook.f.) Bridson & Springate miêu tả khoa học đầu tiên năm 1996.